# Deutscher Unterstützungsverband Somalia
Der Deutsche Unterstützungsverband Somalia (DtUstgVbd Somalia) war ein Verband deutscher Blauhelmsoldaten, der von März 1993 bis März 1994 zur Unterstützung der UN-Operation UNOSOM II in Somalia eingesetzt wurde.

## Vorgeschichte und Hintergrund

### Somalia
Im April 1992 war UNOSOM I eingerichtet worden, um eine Waffenruhe zu überwachen und humanitäre Hilfe für die von Bürgerkrieg und Hungersnot Betroffenen zu koordinieren. Bereits ab August 1992 hatten Bundeswehrsoldaten des II. Korps hierbei an humanitären Aktionen (zum Beispiel UN-Luftbrücke) in Somalia mitgewirkt.

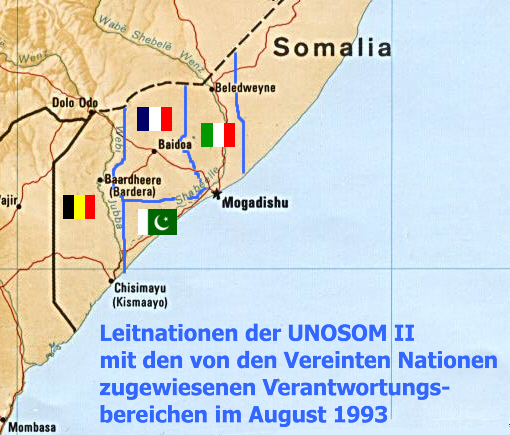
UNOSOM-II-Leitnationen und -Verantwortungsbereiche, August 1993

Da jedoch „Zwangsmaßnahmen“ im UN-Mandat nicht enthalten waren, wurde im Dezember 1992, nach einer drastischen Verschlechterung der Situation in Somalia, der multinationale Eingreifverband UNITAF unter Führung der USA vom Sicherheitsrat der Vereinten Nationen ermächtigt, „mit allen erforderlichen Mitteln“ (unter anderem Überwachung von Waffenruhen, Beschlagnahme illegaler Waffen und Minenräumung) die Ballungszentren der Bevölkerung und die Häfen zu sichern und eine sichere Umgebung für die humanitäre Hilfe zu schaffen.
Im März 1993 übernahm UNOSOM II nach Erlass der UN-Resolution 814 (1993) diese Mission unter dem Namen Operation Restore Hope von der UNITAF, die im somalischen Bürgerkrieg um Neutralität und Nichtverwicklung rang.

### Deutschland

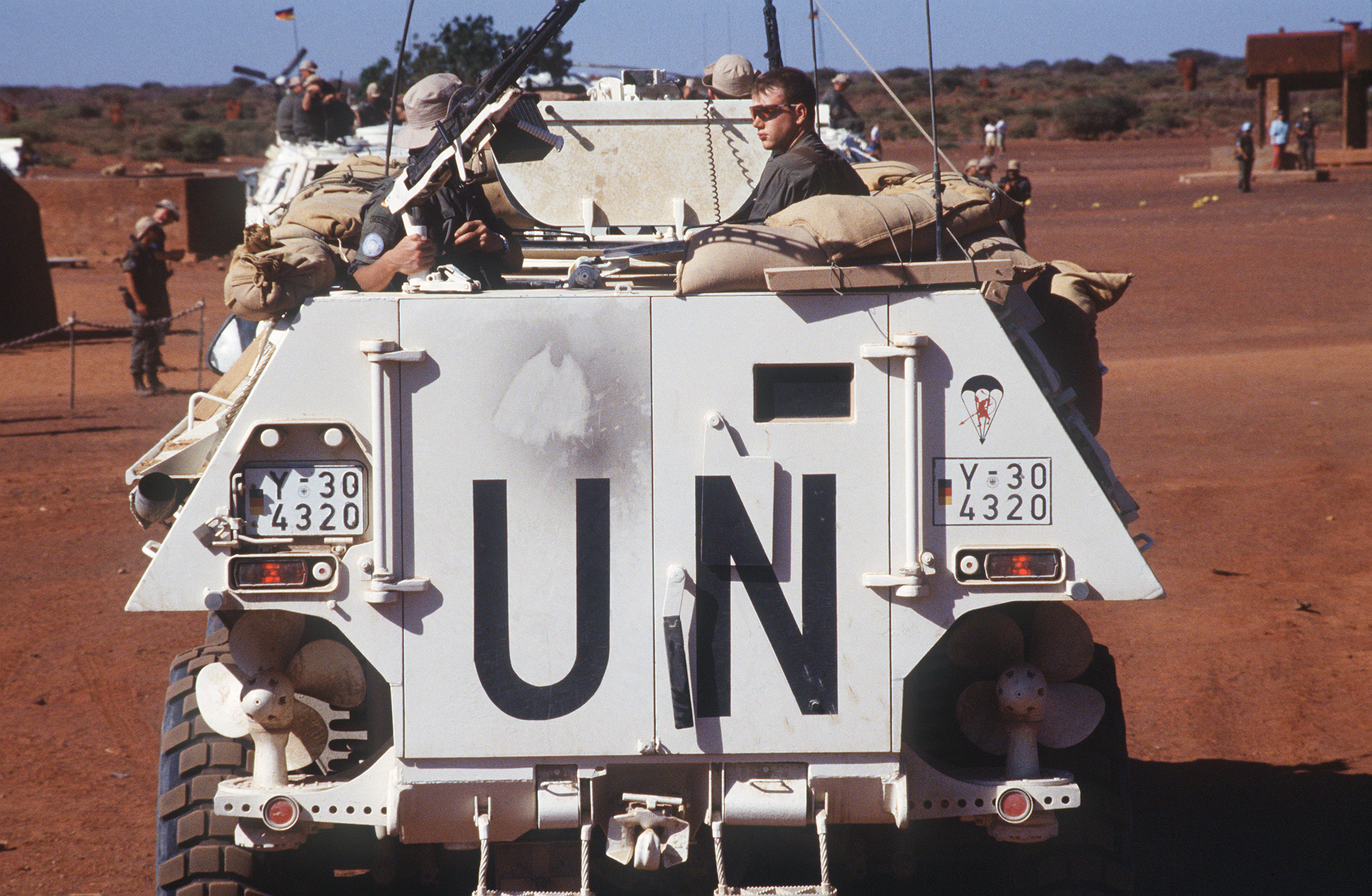
Angehörige der Sicherungskompanie des Fallschirmjägerbataillons 261

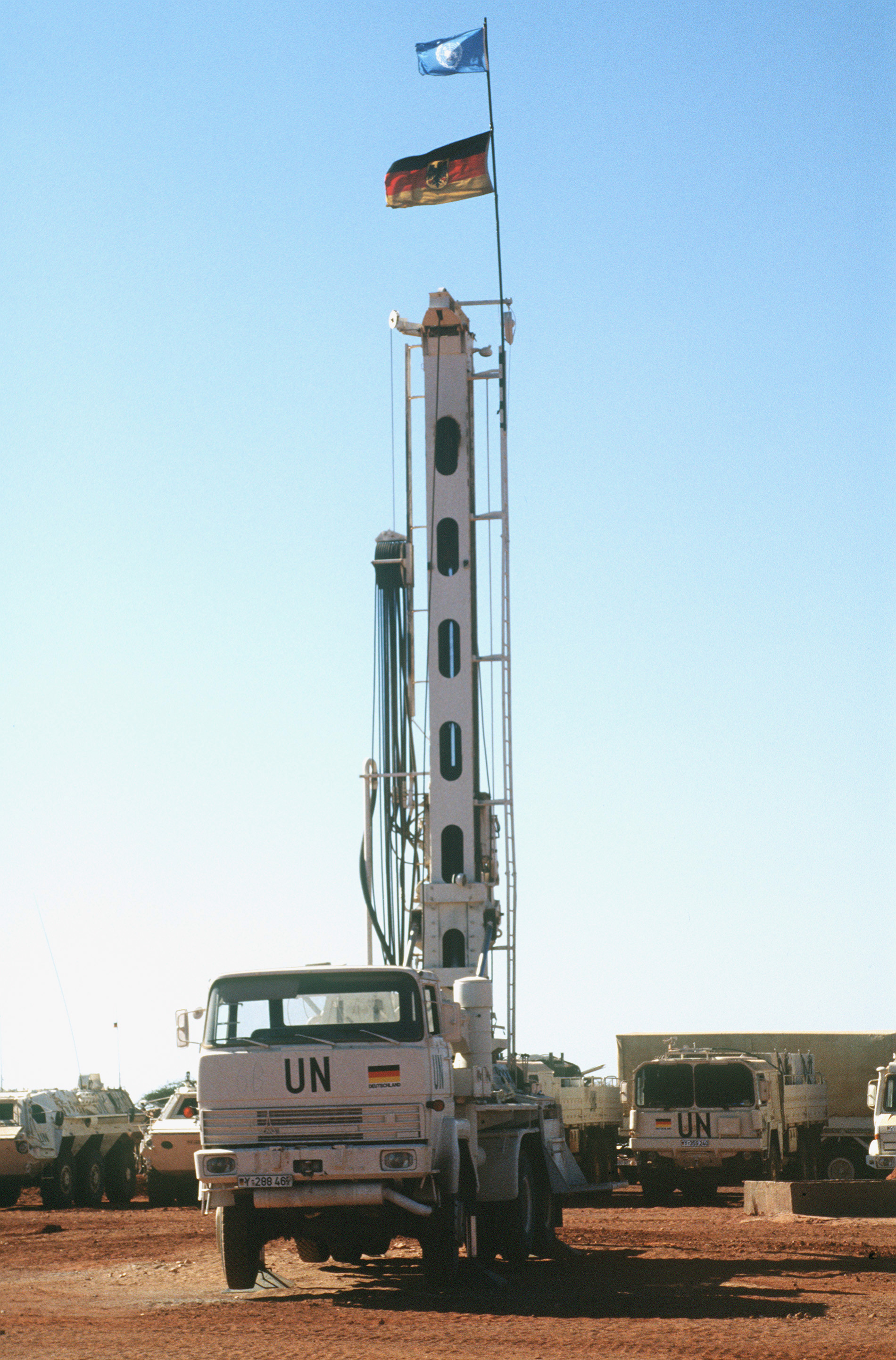
Zum Brunnenbau eingesetzter Sprengschachtfertiger B3A auf Magirus-Deutz 310 D 26 FAK (6x6) in Matabaan

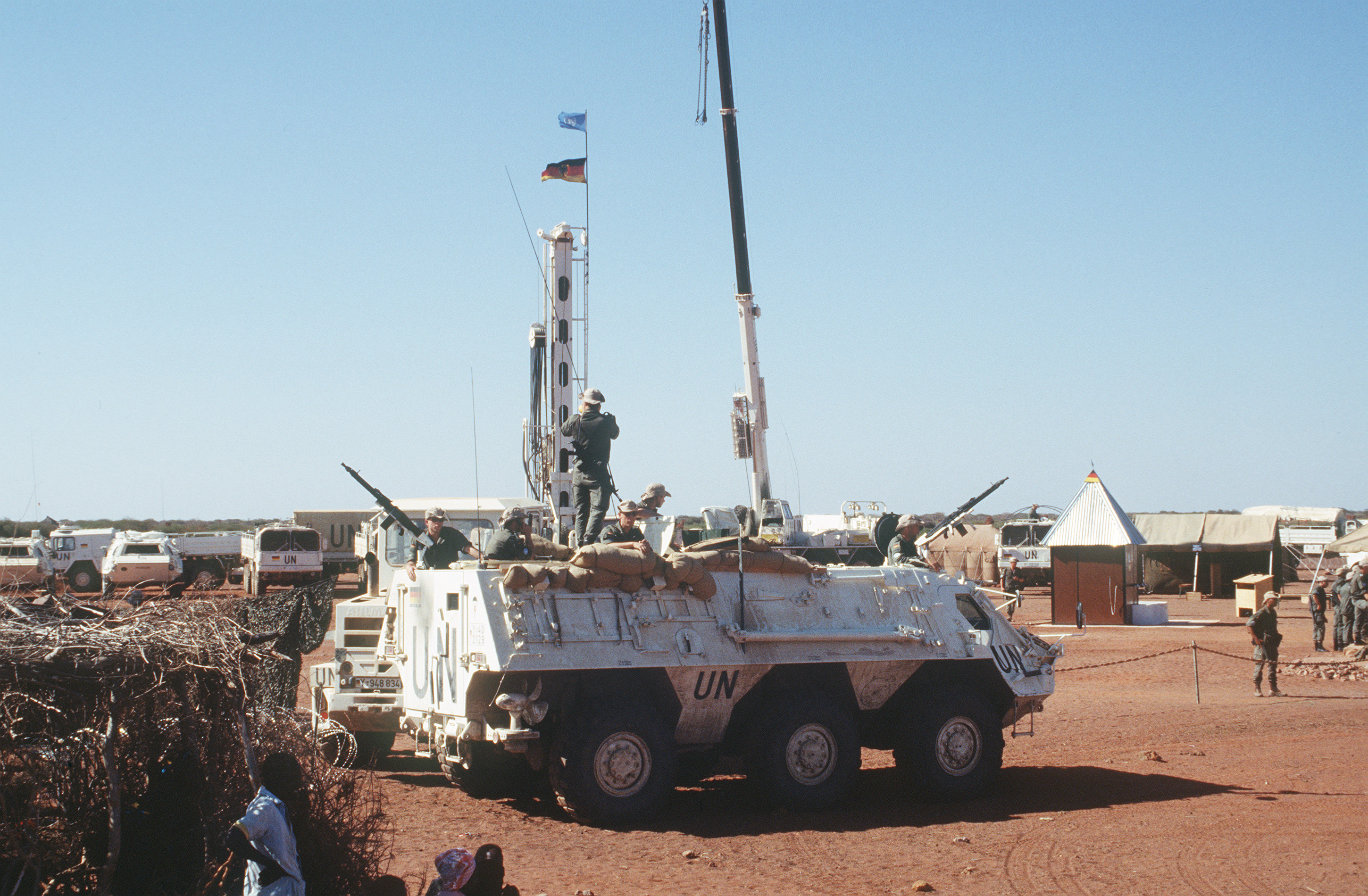
Sicherungskräfte an der Brunnenbaustelle in Matabaan

Am 12. August 1992 beschloss die Bundesregierung eine umfassende Hilfe zur Minderung der Hungersnot in dem vom Bürgerkrieg betroffenen Somalia im Rahmen einer Hilfs- und Friedensmission der Vereinten Nationen.
Im Zuge der strategischen Neuausrichtung der Bundeswehr, in der sie sich nach der Wiedervereinigung und dem Ende des Kalten Krieges befand, befürwortete auch der damalige Generalinspekteur der Bundeswehr, General Klaus Naumann, den Einsatz.
Am 25. August 1992 war in Mombasa (Kenia) ein Lufttransportstützpunkt einsatzbereit. Die Versorgung der Bevölkerung in Somalia wurde durch eine Luftbrücke mit zwei, später drei Transportflugzeugen vom Typ C-160 Transall aufgenommen. Bis zur Beendigung dieser Soforthilfe am 21. März 1993 wurden 655 Hilfsflüge unternommen und etwa 5900 Tonnen Hilfsgüter abgeworfen.
Auf Grundlage eines Beschlusses vom 17. Dezember 1992 bot die Bundesregierung weitere Hilfe für Somalia an. Dabei machte Bundeskanzler Helmut Kohl dem UN-Generalsekretär Boutros Boutros-Ghali das Angebot, sich an der UNOSOM-Operation durch Entsendung deutscher Unterstützungstruppen in Form eines verstärkten Nachschub- und Transportbataillons zu beteiligen.
Am 12. April 1993 unterbreiteten die Vereinten Nationen die Bitte an die deutsche Bundesregierung, die Operation UNOSOM II zu unterstützen. Dieser Bitte wurde durch einen Kabinettbeschluss am 21. April 1993 entsprochen und der Deutsche Bundestag stimmte dem am selben Tag zu. Mit Weisung Nr. 1 vom 21. April 1993 befahl Verteidigungsminister Volker Rühe die Beteiligung der Bundeswehr an UNOSOM II. Im Juni 1993 stellte die in der Opposition befindliche SPD einen Antrag auf einstweilige Anordnung beim Bundesverfassungsgericht, da eine Beteiligung deutscher Soldaten an UN-Friedenstruppen ohne eine vorhergehende Verfassungsänderung nicht zulässig sei. Der UNTAC-Einsatz von Bundeswehrsanitätern in Kambodscha war in diesem Sinne kein militärischer, sondern ein humanitärer Einsatz. Ohne ein abschließendes Urteil in dieser Grundsatzfrage zu fällen (dieses erfolgte erst mit dem so genannten Out-of-area-Urteil vom 12. Juni 1994), verwies das Bundesverfassungsgericht in seiner Entscheidung vom 23. Juni 1993 darauf, dass ein zustimmender Beschluss des deutschen Bundestages zwingende Voraussetzung für die Entsendung einer deutschen Einsatztruppe nach Somalia sei. Der Bundestag stimmte der Entsendung des Einsatzverbandes daraufhin am 2. Juli 1993 mit 337 gegen 185 Stimmen zu.
Am 12. Mai 1993 wurde ein 150 Mann starkes Vorauskommando, nach Somalia entsandt, um die Einsatzbedingungen für die Bundeswehr in Beledweyne (Belet Uen) zu erkunden. Am 15. Mai 1993 09:55 Uhr Ortszeit erreichte ein, von Angehörigen der Kommandokompanie des Fallschirmjägerbataillons 261 gesichertes und aus insgesamt 21 Personen bestehendes Vorauskommando von Soldaten unter der Führung des damaligen Generalmajors Georg Bernhardt sowie Mitarbeitern des Auswärtigen Amtes den außerhalb Beledweyne gelegenen Feldflugplatz. Am 20. Mai 1993 erreichten weitere 100 Soldaten des Vorkommandos Beledweyne. Das Vorauskommando übernahm in Absprache mit den Vereinten Nationen die Einrichtungen und das Material der zuvor in Beledweyne stationierten kanadischen Einheiten.
Die Operation selbst und ihre Vorbereitung stellte die Bundeswehr vor eine große Herausforderung. In aller Eile musste noch die Ausbildung für die Soldaten auf die für diese völlig neue Einsatzumgebung in einem Wüstengebiet und Bürgerkriegsland der „Dritten Welt“, das von Warlords beherrscht wurde, erfolgen. Zunächst übernahm die Kommandokompanie 5./261 aus Lebach die Ausbildung der deutschen Hauptkräfte auf dem bataillonseigenen Standortübungsplatz Höll, bis später an der damaligen Kampftruppenschule 1 (Infanterieschule) in Hammelburg (German UN Training Center) ein einwöchiger Lehrgang eingerichtet war, in dem die Soldaten auf den Einsatz vorbereitet wurden. Neue Aufgaben stellten sich auch in der Organisation der psychischen und sozialen Betreuung der Soldaten und ihrer Angehörigen angesichts der besonderen Risiken des Einsatzes.
Am 3. Juli 1993 lief das erste von fünf Seetransportschiffen mit Material und Gerät für das Hauptkontingent in Emden aus. Die Soldaten wurden mit Transportflugzeugen nach Mogadischu geflogen und mussten von dort aus in einem zweitägigen Kfz-Marsch ihren Einsatzort im Landesinnern in Beledweyne erreichen. Übernachtet wurde im italienischen Lager Gialalassi. Ende August 1993 war die Einsatzbereitschaft des Unterstützungsverbandes Somalia – auch GECOMPFORSOM für German Composite Force Somalia – hergestellt.
Das Bundesverfassungsgericht entschied am 12. Juli 1994, ein Einsatz deutscher Streitkräfte im Rahmen kollektiver Sicherheitssysteme zur Umsetzung von Beschlüssen des UN-Sicherheitsrates und an UN-Friedenstruppen sei verfassungsgemäß. Die Bundesregierung sei aber verpflichtet, grundsätzlich die vorherige Zustimmung des Bundestages einzuholen. Das Verfassungsgericht begründete seine Entscheidung insbesondere auch damit, dass die Bundesrepublik Teil eines kollektiven Sicherheitssystems sei und sich der Einsatz seiner Streitkräfte daher nicht nur auf die Landesverteidigung beschränken könne.

## Der Einsatz

### Zusammensetzung der Verbände
Bei der UNOSOM-Mission waren insgesamt 20.000 Blauhelme aus 29 Ländern im Einsatz.
Der deutsche Unterstützungsverband bestand aus einem verstärkten Nachschub- und Transportbataillon, das aus über 200 Verbänden zusammengestellt worden war. Insgesamt wirkten ca. 4500 deutsche Soldaten außerhalb Deutschlands an der UN-Mission mit, davon etwa 4000 direkt in Somalia. Eingesetzt wurden damals nur freiwillige längerverpflichtete Zeit- und Berufssoldaten, auch Frauen, jedoch keine Wehrpflichtigen.

Gliederung des Deutschen Unterstützungsverbands in Somalia 1993

Die Entsendung erfolgte in zwei Kontingenten. Das erste Kontingent umfasste 1725 Soldaten, mit der Luftlandebrigade 26 unter dem Kommando von Oberst Helmut Harff als Leitverband. Es waren Fernmelder, Pioniere und Sanitäter, die von zwei Sicherungskompanien der Fallschirmjäger  geschützt wurden.
Beim zweiten Kontingent, das das erste ablöste, war die Gebirgsjägerbrigade 23 mit ihrem Befehlshaber Oberst Holger Kammerhoff Leitverband. Dieser Verband war auf ca. 1300 Soldaten reduziert worden.
Als Alarmbereitschaft wurden die Fallschirmjägerkompanien des ersten Kontingents sowie Teile der Kommandokompanie 5./261 aus Lebach in permanentem Alarmzustand gehalten. Sie hätten innerhalb von 24 bis 72 Stunden in den Einsatzraum verlegen und im Rahmen einer Luftlandeoperation eingreifen können.
Truppeneinteilung 1. Kontingent (in Klammern Anzahl der Soldaten)
- Stab
- Versorgungskompanie (205)
- Transportkompanie (205)
- Stabskompanie (173)
- Pionierkompanie (167)
- Instandsetzungskompanie (160) (3./InstBtl 11 aus Delmenhorst Adelheide)
- Sicherungskompanie 1 (154); Fallschirmjäger
- Sicherungskompanie 2 (153); Fallschirmjäger
- ABC-Abwehrkompanie (120)
- Sanitätskompanie (120)
- Fernmeldekompanie (114)
- Heeresfliegerstaffel (42)
- Feldjägerzug (32)
- Presse- und Infozentrum (20)
- Zug Operative Information (19)

### Auftrag und Operationen

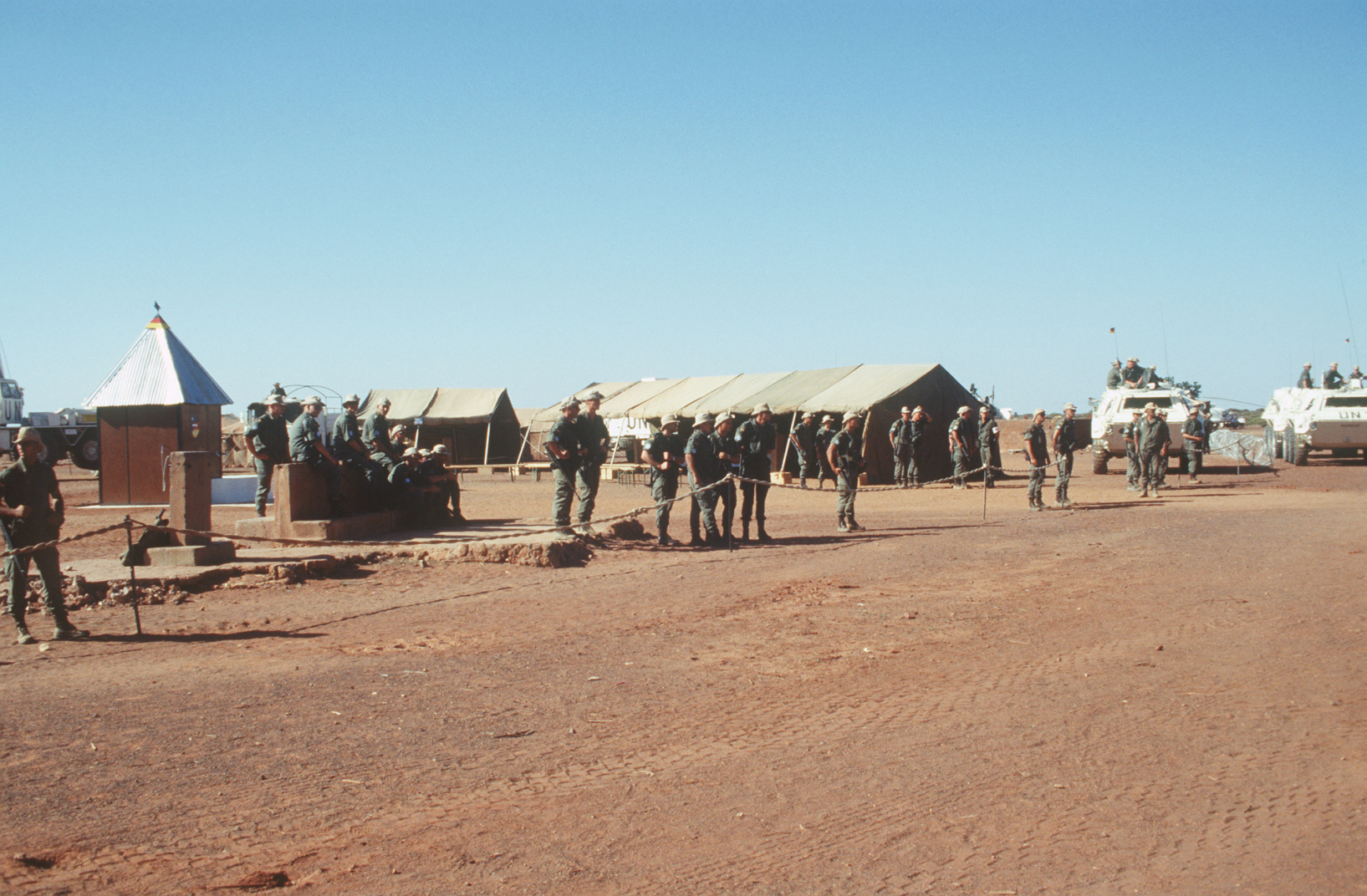
Deutsche UN-Soldaten in Matabaan bei Brunneneinweihung, 18. Dezember 1993

Der Auftrag des deutschen Verbandes bestand ursprünglich darin, vom Stationierungsraum Beledweyne in der Region Hiiraan aus die logistische Unterstützung eines etwa 4000 Soldaten großen Verbandes anderer Nationen vorzubereiten und durchzuführen.
Die Region um Beledweyne war ausgewählt worden, weil sie befriedet war. Dies war eine der Voraussetzungen für den Einsatz der deutschen Unterstützungssoldaten. Zudem hatte dort in den 1970er- und 80er-Jahren die Bundesrepublik bereits Entwicklungshilfe geleistet, sodass die Deutschen dort bekannt waren.
Danach war weiter im Norden ein ähnlicher Auftrag vorgesehen. Im Rahmen der verfügbaren Kapazitäten sollten auch humanitäre Maßnahmen ziviler Hilfsorganisationen und die örtliche Polizei zum Beispiel durch Fernmeldetechnik unterstützt werden.
Ende August 1993 waren die Soldaten einsatzbereit. Der Verband, dessen Nachschub sie sichern sollten, eine indische Kampfbrigade, kam jedoch dann gar nicht nach Somalia. Die indischen Soldaten sollte ursprünglich ab Oktober 1993 ca. 100 km nördlich von Beledweyne in Matabaan stationiert werden.
Die Soldaten des Deutschen Unterstützungsverbandes blieben darauf zwar zunächst in Somalia, betätigten sich als Verlegenheitslösung in der Folge hauptsächlich als „militärische Entwicklungshelfer“. Ein langfristiges Konzept und eine politische Perspektive für diese humanitäre Tätigkeit war jedoch nicht vorhanden.
Während des Einsatzes mussten täglich bis zu 450.000 Liter trinkfähiges Wasser produziert und zusammen mit 120.000 Verpflegungsrationen kühl gelagert werden. Täglich wurden bis zu 600 Tonnen Versorgungsgüter transportiert. Zudem mussten 500.000 Liter Betriebsstoff vorgehalten werden.
Rund 20 Soldaten – vorwiegend Mannschaftsdienstgrade – wurden des Rauchens von Haschisch oder Marihuana, teilweise im Wiederholungsfall, überführt. Einige Soldaten hatten das Rauschgift bei Einheimischen in der Nähe des deutschen Lagers gekauft, andere hatten die Drogen bereits mitgebracht.
Durch ihre Tätigkeit waren die Deutschen im Gegensatz zu den Nationen, die auch Zwangsmaßnahmen zur Friedensschaffung durchführten, bei der Bevölkerung sehr beliebt. Schießen durften die deutschen Soldaten nur, wenn sie angegriffen wurden. Bei Kampfhandlungen mussten die 500 italienischen Blauhelmsoldaten eingreifen, die zum Schutz der Deutschen in Beledweyne stationiert worden waren. Im Januar 1994 kam es jedoch zu einem Zwischenfall, bei dem ein ins Lager eingedrungener Somali nach mehreren vergeblichen Warnschüssen durch einen Wachsoldaten erschossen wurde.
Die Situation im Land hatte sich auch im Zusammenhang mit der sogenannten Operation Irene der ebenfalls im Land befindlichen US-Eingreiftruppen zunehmend verschärft.
Anfang 1994 verließ ein Großteil der UN-Truppen das Land. Auch die Bundesregierung entschied im Dezember 1993, den „Deutschen Unterstützungsverband“ abzuziehen. Die Deutsche Marine wurde beauftragt, die Rückführung im Rahmen der Operation Southern Cross sicherzustellen. Am 23. März 1994 verließen die letzten deutschen Soldaten Somalia und der Verteidigungsminister stellte den Verband außer Dienst.
1994 wurden durch den Sicherheitsrat Zwangsmaßnahmen aus dem Mandat der UNOSOM herausgenommen. Danach beschränkte sich die UNOSOM II auf Förderung von Verhandlungen, Unterstützung beim Neuaufbau von Polizei und politischen Strukturen und humanitäre Hilfe, zum Beispiel Hilfe bei der Rückführung von Flüchtlingen. Die UNOSOM-Mission wurde im März 1995 offiziell beendet.
Auch heute noch wird diskutiert, ob die Mission ein Erfolg war oder nicht. Umstritten ist in dieser Hinsicht hauptsächlich, ob die primäre Intention der UN die Versorgung der Menschen oder die Erhaltung des Friedens war. Je nachdem, welcher Gesichtspunkt hervorgehoben wird, muss die Mission als Erfolg oder Misserfolg gewertet werden.

### Zwischenfälle
Es gab zahlreiche Eindringversuche in das deutsche Camp und das Flugfeld. Spätestens im Juni 1993 kam es zum ersten Schusswaffeneinsatz eines Sicherungssoldaten bei dem nachmittags durch Warnschüsse Einheimische vom Eindringen in das Bundeswehr-Camp abgehalten wurden. Im Juli 1993 wurde das Lager des Bundeswehr-Verbindungskommandos in Mogadischu von somalischen Milizionären beschossen. In der Nacht zum 21. Januar 1994 wurde einer von zwei ins Lager eingedrungenen Mitgliedern des somalischen Hawadle-Clans nach mehreren vergeblichen Warnungen durch Signalpistole, Bodenleuchtkörper und Warnschüsse durch einen Sicherungssoldaten erschossen, nachdem dieser den Eindringling in unmittelbarer Nähe des Betriebsstoff- und Munitionslagers entdeckt hatte. Im März 1994 kam der Hauptgefreite Uwe Pflugradt ums Leben, als ein deutscher Konvoi angegriffen wurde.

## Ergebnisse und künftige Entwicklung

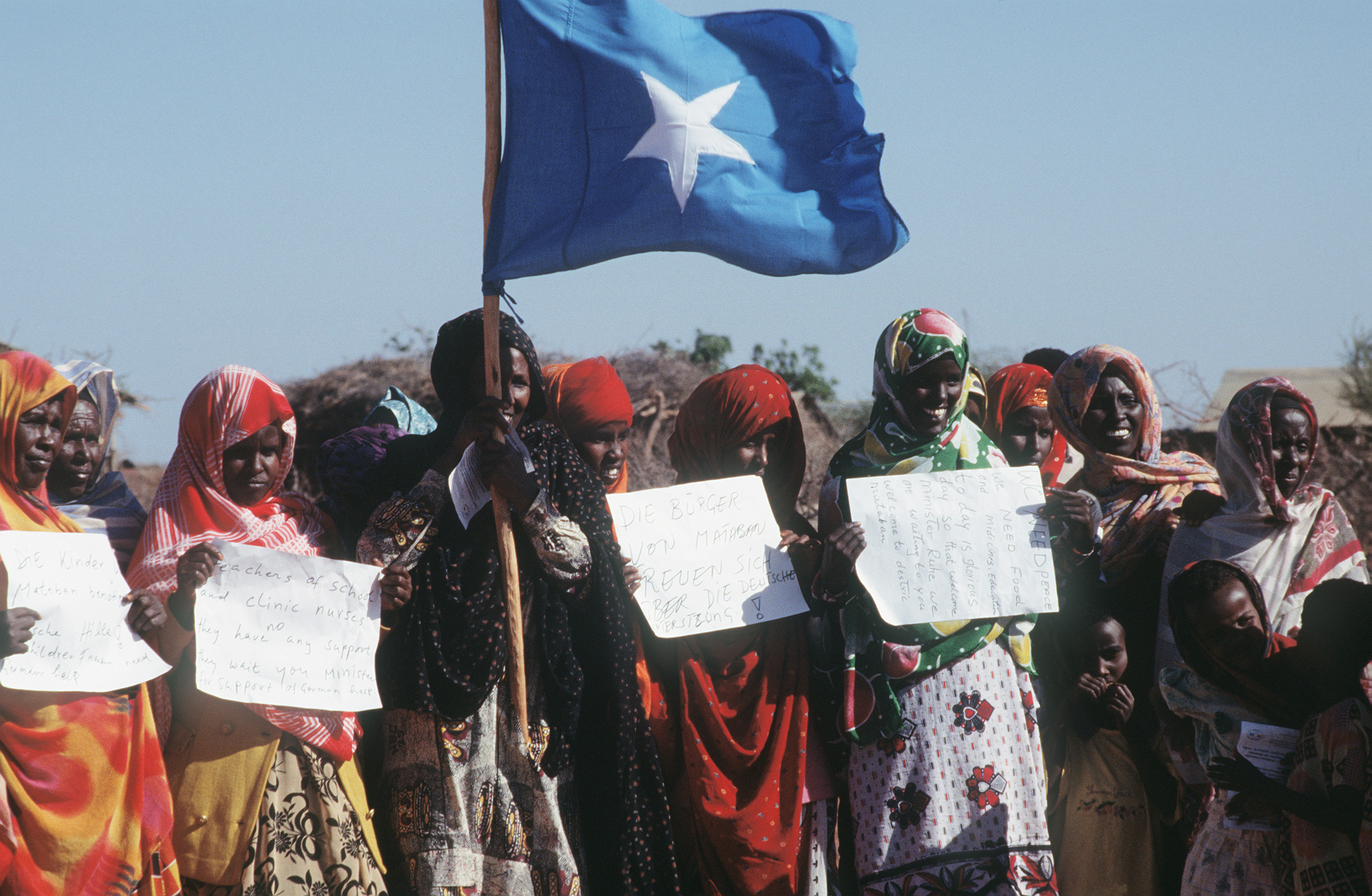
Einwohner von Matabaan, Hiiraan bedanken sich für die deutsche Aufbauhilfe, Dezember 1993

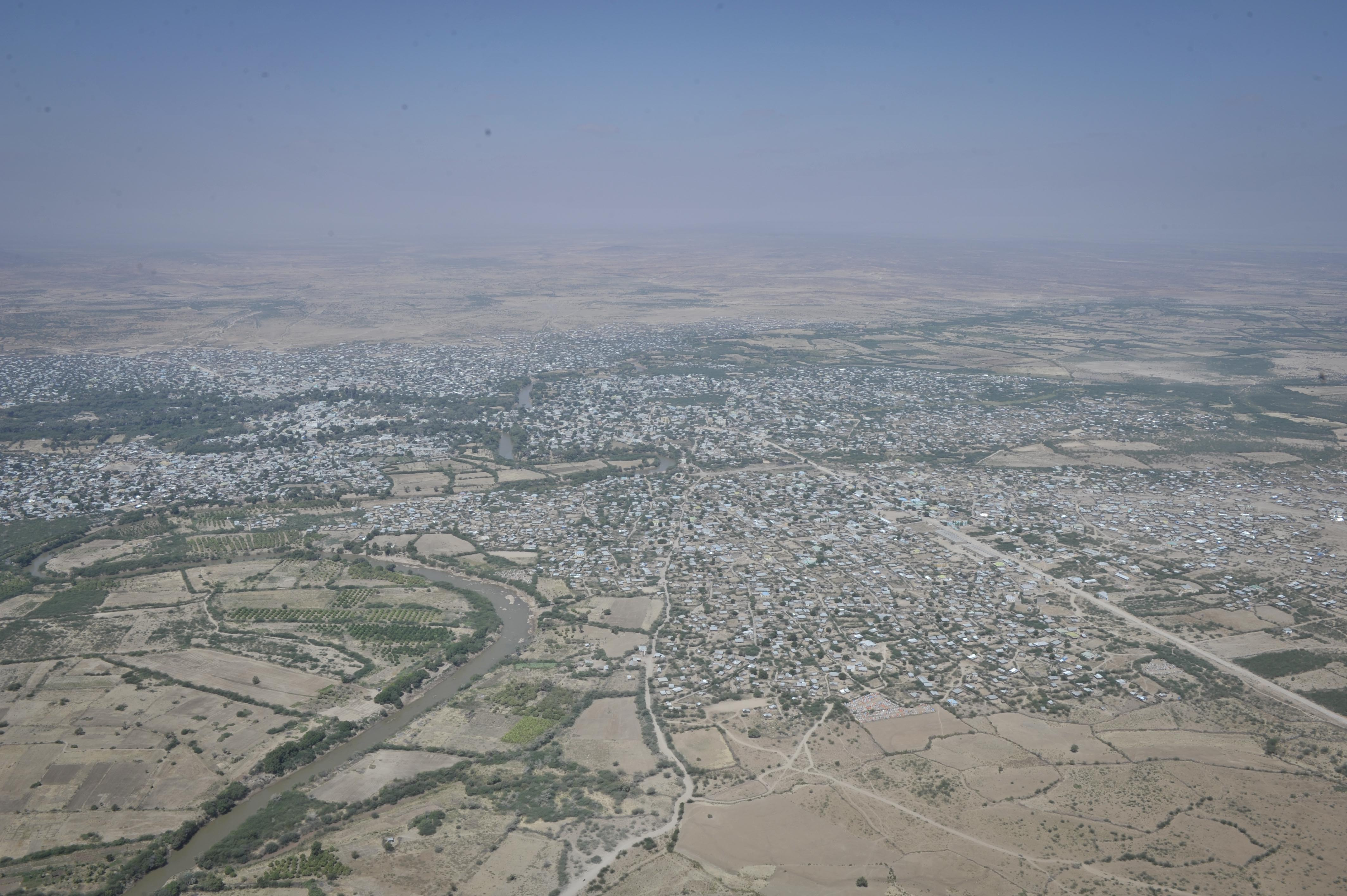
Luftbild von Beledweyne, 2013

Die humanitäre Bilanz der deutschen UN-Kontingente: Über 17.000 einheimische Patienten wurden medizinisch behandelt, etwa 3,8 Millionen Liter Wasser an die Bevölkerung verteilt, sieben Brunnen ausgebessert oder neu gebohrt, sechs Straßen und drei Dämme repariert, sieben Schulen und ein Waisenhaus gebaut. Davon wurden jedoch eine Schule und ein Damm zerstört, ein errichtetes Krankenhaus geplündert und mehrere Brunnen durch Minen unbenutzbar.
Die Gesamtkosten des Einsatzes betrugen etwa 310 Millionen DM (163,6 Millionen Euro) von denen rund 70 Millionen DM (35,8 Millionen Euro) durch die Vereinten Nationen erstattet wurden.
Der Einsatz des Deutschen Unterstützungsverbandes hat den Stellenwert der Bundeswehr und des wiedervereinigten Deutschland in der Weltpolitik verändert. Die Bundeswehr sammelte bei diesem Einsatz wichtige erste Erfahrungen für künftige weitere militärische Auslandseinsätze. Im „German UN Training Centre“ in der Infanterieschule Hammelburg wurde seit 1993 ein Stab für zentrale Ausbildungsangelegenheiten mit drei Teilbereichen aufgebaut. Der Stab wertet internationale Informationen und UN-Einsätze aus, um diese Erfahrungen in die Ausbildung für künftige Einsätze einfließen zu lassen.
Laut Bericht des Wehrbeauftragten hat sich gezeigt, „dass für die Motivation der Soldaten die Einheitlichkeit von Fürsorge und Betreuung erhöhte Bedeutung hat. Sie sind vor einem derartigen Einsatz umfassend und zeitgerecht über die soziale Absicherung, insbesondere über die finanzielle Abfindung, zu informieren.“